# Thaumalea aperta
Thaumalea aperta är en tvåvingeart som beskrevs av Martinovsky och Rozkosny 1976. Thaumalea aperta ingår i släktet Thaumalea och familjen mätarmyggor.
Artens utbredningsområde är Slovakien. Inga underarter finns listade i Catalogue of Life.